# Le Voyage en douce
Pour plus de détails, voir Fiche technique et Distribution.
Le Voyage en douce est un film français réalisé par Michel Deville sorti en 1980.

## Synopsis
Lucie (Geraldine Chaplin) s'est disputée avec son mari. Elle se réfugie chez son amie Hélène (Dominique Sanda). Les deux jeunes femmes partent en Provence, à la recherche d'une maison à louer. Ce « voyage en douce » devient une occasion de  retrouver une forme de liberté, de se découvrir, et de redécouvrir leur personnalité.

## Fiche technique
- Titre : Le Voyage en douce
- Réalisation : Michel Deville
- Scénario[2] : Michel Deville
- Dialogues : Michel Deville
- Musique : Catherine Ardouin
- Photographie : Claude Lecomte
- Montage : Raymonde Guyot
- Production : Maurice Bernart pour Gaumont, Éléfilm et Prospectacle
- Date de sortie : 4 janvier 1980
- Film : français
- Genre : comédie dramatique
- Durée : 98 minutes (1 h 38)

## Distribution
- Geraldine Chaplin - Lucie
- Dominique Sanda - Hélène
- Jacques Zabor - Denis
- Christophe Malavoy - L'homme du train
- André Marcon - L'homme du concert
- Gérard Dessalles - Voice
- Françoise Morhange - La grand-mère
- Myriam Roulet (RoBERT) - Lucie enfant